# Кливлендский оркестр
Кливлендский оркестр (англ. Cleveland Orchestra) — американский симфонический оркестр, базирующийся в Кливленде, штат Огайо. Оркестр был основан в 1918 году. Домашней концертной площадкой оркестра является концертный зал Северенс Холл. По сложившейся в американской музыкальной критике традиции, Кливлендский оркестр относится к первой пятёрке симфонических оркестров США (так называемой «Большой пятёрке»), причём он — единственный из этой пятёрки оркестр из сравнительно некрупного американского города.

## История
Кливлендский оркестр был основан в 1918 году пианисткой Аделлой Прентис Хьюз. С момента своего основания оркестр находился под особым покровительством Ассоциации Музыкального Искусства. Первым художественным руководителем Кливлендского оркестра стал дирижёр Николай Соколов. С первых лет своего существования оркестр активно гастролировал по восточной части Соединённых Штатов, участвовал в радиотрансляциях. С развитием звукозаписывающей индустрии оркестр стал постоянно записываться.
С 1931 года оркестр базируется в концертном зале Северенс Холл, построенном на средства кливлендского меломана и мецената Джона Северенса. Этот концертный зал на 1900 мест считается одним из лучших в Соединённых Штатах. В 1938 году Николая Соколова сменил за дирижёрским пультом Артур Родзинский, проработавший с оркестром 10 лет. После него оркестром в течение трёх лет руководил Эрих Ляйнсдорф.
Период расцвета Кливлендского оркестра начался с приходом на место его руководителя дирижёра Джорджа Селла. Он начал свою деятельность на этом посту в 1946 году со значительного обновления состава оркестра. Некоторые музыканты были уволены, другие, не захотев работать с новым дирижёром, сами покинули оркестр. В 1960-х годах состав оркестра состоял более чем из 100 музыкантов, входивших в число лучших инструменталистов Америки. Благодаря высокому уровню индивидуального мастерства каждого из них, критики писали, что Кливлендский оркестр «играет как величайший солист». За более чем двадцатилетний срок руководства Джорджа Селла оркестр, по мнению критиков, обрёл своё неповторимое индивидуальное «европейское звучание».
С приходом Селла оркестр стал ещё активнее концертировать и записываться. В эти годы ежегодное число концертов достигало 150 за сезон. При Джордже Селле оркестр начал гастролировать за рубежом. В том числе, в 1965 году состоялись его гастроли в СССР. Концерты состоялись в Москве, Ленинграде, Киеве, Тбилиси, Сочи и Ереване.
После смерти Джорджа Селла в 1970 году Кливлендским оркестром в течение 2 лет в качестве музыкального советника руководил Пьер Булез. В дальнейшем художественными руководителями оркестра были известные немецкие дирижёры Лорин Маазель и Кристоф фон Донаньи. С 2002 года по настоящее время главным дирижёром оркестра является Франц Вельзер-Мёст. По условиям контракта он будет оставатьсяться во главе Кливлендского оркестра до 2027 года.

## Музыкальные руководители
- Николай Соколов (1918—1933)
- Артур Родзинский (1933—1943)
- Эрих Ляйнсдорф (1943—1946)
- Джордж Селл (1946—1970)
- Пьер Булез (1970—1972)
- Лорин Маазель (1972—1982)
- Кристоф фон Донаньи (1984—2002)
- Франц Вельзер-Мёст (с 2002)